# OK Liga 2021-22
La OK Liga 2021-22 fue la 53.ª edición del torneo de primer nivel del campeonato español de hockey sobre patines en categoría masculina. Estuvo organizado por la Real Federación Española de Patinaje. El campeón fue el Deportivo Liceo, que lograba su octavo campeonato.

## Sistema de competición
La Competición la disputan catorce (14) equipos en dos Fases. Una Primera Fase que consta de una Liga Regular todos contra todos a dos vueltas. A continuación se jugará una Segunda Fase en la que los ocho (8) equipos mejor clasificados jugarán un Play Off para el título y otro play off para definir 9.º y 10.º ya que la novena plaza tiene acceso a WS Cup.
Los equipos clasificados en 11.º y 12.º lugar jugarán un Play Out a tres partidos. El vencedor de este Play Out mantiene la categoría y el perdedor de este Play Out desciende a OK Liga Plata. El factor PISTA lo tendrá el equipo clasificado en 11.º lugar
al finalizar la Liga Regular.Los equipos clasificados en 13.º y 14.º lugar descenderán a OK Liga Plata.

## Equipos
| Equipo                   | Localidad                | Pabellón                                  | Temporada anterior |
| ------------------------ | ------------------------ | ----------------------------------------- | ------------------ |
| Fútbol Club Barcelona    | Barcelona                | Palau Blaugrana                           | OK Liga            |
| Hockey Club Liceo        | La Coruña                | Palacio de los Deportes de Riazor         | OK Liga            |
| Club Hoquei Caldes       | Caldas de Montbui        | La Torre Roja                             | OK Liga            |
| Reus Deportiu            | Reus                     | Palacio de Deportes Reus Deportiu         | OK Liga            |
| CE Lleida Llista Blava   | Lérida                   | Pabellón 11 de Setembre                   | OK Liga            |
| Club Esportiu Noia       | San Sadurní de Noya      | Pabellón Olímpico del Ateneo              | OK Liga            |
| Club Patí Voltregà       | San Hipólito de Voltregá | Pabellón Municipal de Deportes            | OK Liga            |
| Club Patí Calafell       | Calafell                 | Pabellón Joan Ortoll                      | OK Liga            |
| Igualada Hoquei Club     | Igualada                 | Polideportivo Les Comes                   | OK Liga            |
| Girona Club de Hoquei    | Gerona                   | Pabellón de Palau II                      | OK Liga            |
| Club Hoquei Palafrugell  | Palafrugell              | Pabellón municipal de patinaje            | OK Liga            |
| Club Patín Alcobendas    | Alcobendas               | Pol. Municipal José Caballero             | OK Liga Plata      |
| Club Patí Manlleu        | Manlleu                  | Pabellón Municipal                        | OK Liga Plata      |
| Patín Alcodiam Salesiano | Alcoy                    | Polideportivo Municipal Francisco Laporta | OK Liga Plata      |

## 1.ºFase-Liga Regular
| | Equipo                        | Puntos | J  | G  | E | P  | GF  | GC  | DG  |
| --- | ----------------------------- | ------ | -- | -- | - | -- | --- | --- | --- |
| 1 | Barça                         | 73     | 26 | 24 | 1 | 1  | 170 | 59  | 111 |
| 2 | Deportivo Liceo               | 65     | 26 | 21 | 2 | 3  | 131 | 60  | 71  |
| 3 | CE Noia Freixenet             | 53     | 26 | 16 | 5 | 5  | 115 | 68  | 47  |
| 4 | Reus Deportiu Virginias       | 48     | 26 | 15 | 3 | 8  | 114 | 102 | 12  |
| 5 | Finques Prats Lleida          | 44     | 26 | 13 | 5 | 8  | 91  | 74  | 17  |
| 6 | Parlem Calafell               | 42     | 26 | 13 | 3 | 10 | 93  | 90  | 3   |
| 7 | PAS Alcoy                     | 36     | 26 | 10 | 6 | 10 | 91  | 92  | -1  |
| 8 | Recam Làser CH Caldes         | 32     | 26 | 9  | 5 | 12 | 70  | 74  | -4  |
| 9 | Igualada Rigat HC             | 30     | 26 | 9  | 3 | 14 | 78  | 113 | -35 |
| 10 | CP Voltregà Stern Motor       | 25     | 26 | 7  | 4 | 15 | 71  | 92  | -21 |
| 11 | Garatge Plana Girona CH       | 23     | 26 | 7  | 2 | 17 | 58  | 106 | -48 |
| 12 | Corrdedor Mató-CH Palafrugell | 21     | 26 | 6  | 3 | 17 | 72  | 105 | -33 |
| 13 | Martinelia CP Manlleu         | 17     | 26 | 5  | 2 | 19 | 72  | 128 | -56 |
| 14 | CP Alcobendas                 | 14     | 26 | 4  | 2 | 20 | 58  | 121 | -63 |
| Fuente: Federación Española de Patinaje: Clasificación de la OK Liga de hockey sobre patines; actualización automática |                               |        |    |    |   |    |     |     |     |

### Playoffs
|  | Cuartos de final | Cuartos de final        | Cuartos de final | Cuartos de final        | Cuartos de final |   |                 | Semifinales | Semifinales | Semifinales | Semifinales | Semifinales | Semifinales | Semifinales |  |   | Final                   | Final | Final | Final | Final | Final | Final |  |
|  |                  |                         |                  |                         |                  |   |                 |             |             |             |             |             |             |             |  |   |                         |       |       |       |       |       |       |  |
|  |                  |                         |                  |                         |                  |   |                 |             |             |             |             |             |             |             |  |   |                         |       |       |       |       |       |       |  |
|  | 1                | Barça                   | 7                | 5                       |                  |   |                 |             |             |             |             |             |             |             |  |   |                         |       |       |       |       |       |       |  |
|  | 1                | Barça                   | 7                | 5                       |                  |   |                 |             |             |             |             |             |             |             |  |   |                         |       |       |       |       |       |       |  |
|  | 8                | Recam Làser CH Caldes   | 3                | 4                       |                  |   |                 |             |             |             |             |             |             |             |  |   |                         |       |       |       |       |       |       |  |
|  | 8                | Recam Làser CH Caldes   | 3                | 4                       |                  | 1 | Barça           | 3           | 5           | 3           | 2           | 3           |             |             |  |   |                         |       |       |       |       |       |       |  |
|  |                  |                         |                  |                         |                  | 1 | Barça           | 3           | 5           | 3           | 2           | 3           |             |             |  |   |                         |       |       |       |       |       |       |  |
|  |                  |                         | 4                | Reus Deportiu Virginias | 5                | 3 | 0               | 3           | 4           |             |             |             |             |             |  |   |                         |       |       |       |       |       |       |  |
|  | 4                | Reus Deportiu Virginias | 4                | Reus Deportiu Virginias | 5                | 3 | 0               | 3           | 4           | 3           | 2           | 4           |             |             |  |   |                         |       |       |       |       |       |       |  |
|  | 4                | Reus Deportiu Virginias |                  |                         |                  |   |                 |             |             |             |             | 4           |             |             |  |   |                         |       |       |       |       |       |       |  |
|  | 5                | Finques Prats Lleida    | 5                | 1                       | 2                |   |                 |             |             |             |             |             |             |             |  |   |                         |       |       |       |       |       |       |  |
|  | 5                | Finques Prats Lleida    | 5                | 1                       | 2                |   |                 |             |             |             |             |             |             |             |  | 4 | Reus Deportiu Virginias | 1     | 2     | 2     |       |       |       |  |
|  |                  |                         |                  |                         |                  |   |                 |             |             |             |             |             |             |             |  | 4 | Reus Deportiu Virginias | 1     | 2     | 2     |       |       |       |  |
|  |                  |                         | 2                | Deportivo Liceo         | 5                | 5 | 5               |             |             |             |             |             |             |             |  |   |                         |       |       |       |       |       |       |  |
|  | 2                | Deportivo Liceo         | 2                | Deportivo Liceo         | 5                | 5 | 5               | 6           | 3           |             |             |             |             |             |  |   |                         |       |       |       |       |       |       |  |
|  | 2                | Deportivo Liceo         |                  |                         |                  |   |                 |             |             |             |             |             |             |             |  |   |                         |       |       |       |       |       |       |  |
|  | 7                | PAS Alcoy               | 3                | 0                       |                  |   |                 |             |             |             |             |             |             |             |  |   |                         |       |       |       |       |       |       |  |
|  | 7                | PAS Alcoy               | 3                | 0                       |                  | 2 | Deportivo Liceo | 6           | 5           | 0           | 4           | 4           |             |             |  |   |                         |       |       |       |       |       |       |  |
|  |                  |                         |                  |                         |                  | 2 | Deportivo Liceo | 6           | 5           | 0           | 4           | 4           |             |             |  |   |                         |       |       |       |       |       |       |  |
|  |                  |                         | 3                | CE Noia Freixenet       | 5                | 2 | 6               | 5           | 2           |             |             |             |             |             |  |   |                         |       |       |       |       |       |       |  |
|  | 3                | CE Noia Freixenet       | 3                | CE Noia Freixenet       | 5                | 2 | 6               | 5           | 2           | 4           | 4           | 3(2)        |             |             |  |   |                         |       |       |       |       |       |       |  |
|  | 3                | CE Noia Freixenet       |                  |                         |                  |   |                 |             |             |             |             | 3(2)        |             |             |  |   |                         |       |       |       |       |       |       |  |
|  | 6                | Parlem Calafell         | 3                | 5                       | 3(1)             |   |                 |             |             |             |             |             |             |             |  |   |                         |       |       |       |       |       |       |  |
|  | 6                | Parlem Calafell         | 3                | 5                       | 3(1)             |   |                 |             |             |             |             |             |             |             |  |   |                         |       |       |       |       |       |       |  |
|  |                  |                         |                  |                         |                  |   |                 |             |             |             |             |             |             |             |  |   |                         |       |       |       |       |       |       |  |

- Datos: Q107465808